# III. Takelot
III. Takelot (Takelot Sziésze, uralkodói nevén Uszermaatré Szetepenamon) egyiptomi fáraó volt, a Thébában hatalmon lévő XXIII. dinasztia tagja, aki i. e. 774 és 759 között uralkodott. III. Oszorkon legidősebb fia és örököse volt, első öt évében társuralkodóként kormányzott apjával. Korábban Ámon főpapja volt Thébában.

## Uralkodásának hossza
Takelotot számos forrás említi. Egy Gurobban talált adománysztélé „Ámon-Ré első prófétája, Takelot tábornok és parancsnok” néven említi, egy hérakleopoliszi kőtömbön neve mellett a „Per-Szehemheperré vezetője” és „a király fia Tentszaitól” jelzők állnak. Emellett említik a Nílus vízszintjét feljegyző karnaki szövegek közül a 4., amelyet a hatodik uralkodási évére datáltak, és a 13., amelyet Takelot ötödik évére, apja, Oszorkon 28. évére datáltak, ezzel bizonyítja a társuralkodást.
A karnaki Honszu-templom tetején szereplő graffito említi Takelot hetedik uralkodási évét. Korábban ezt tartották legmagasabb uralkodási évének, 2005 februárjában azonban a Columbia Egyetem Dakhla-oázisbeli ásatása során, az oázis nyugati részén lévő Thot-templomban előkerült egy sztélé, melynek hieratikus felirata egy bizonyos uralkodó 13. uralkodási évét említi. A dokumentum elemzése során bebizonyosodott, hogy III. Takelotról van szó. A sztélé Thot templomának dokumentumai közé tartozik, szélessége 42–48 cm, magassága 47–51 cm, vastagsága 10–16 cm. Ötsoros szövege, melyet 2006-ban publikált dr. Olaf Kaper és Robert Demarée, egy földadományozást örökít meg: a helyi kormányzó, Neszdzsehuti líbiai törzsfő adományozta a földet tizenegy pap számára. Ugyanez a kormányzó egy másik, kisebb adománysztélét is állíttatott, ez a dakhlai Széth-templomból ismert, és Piye, a núbiai származású fáraó 24. évében készült. Ez jelentheti azt, hogy III. Takelot és Piye időben nem álltak messze egymástól.
Egy feltételezés szerint egy, a Vádi Gaszuszban talált graffito – amely I. Amenirdiszt, Sabaka kortársát együtt említi egy Sepenupet nevű isteni feleség 19. évével – szinkronizmust jelent egy núbiai és egy felső-egyiptomi líbiai uralkodó között, és Sabaka 12. évét III. Takelot uralkodásának idejére teszi a rövid életű Rudamoné helyett. Ez a graffito még azelőtt készült, hogy Piye 20. évében meghódította volna Egyiptomot – erre az időre III. Takelot és Rudamon is meghaltak már. A graffitóval kapcsolatos újabb bizonyíték alapján azonban, amit Claus Jurman publikált 2006-ban, a felirat teljes egészében a núbiai korra (XXV. dinasztia) datálható – Sabaka 12. és Taharka 25. évére –, nem pedig a líbiai korra (XXIII. dinasztia); paleográfiai és más, Jurman által Karnakban gyűjtött bizonyítékok alapján nem azt jelzi, hogy a núbiai I. Amenirdisz és a líbiai I. Sepenupet egy időben éltek, hanem I. Amenirdiszről és a núbiai II. Sepenupetről van szó rajta. II. Sepenupet Piye lánya, Taharka testvére volt. Jurman megjegyzi, hogy a karnaki Ozirisz-Hekadzset kápolna legbelső szentélyében semmi nem hozza összefüggésbe I. Sepenupetet I. Amenirdisszel. A Vádi Gaszuszban lévő graffito két különböző kézírással készült, a 12. és a 19. évet jelölő formula is másképpen íródott, ami arra utal, nem egy időben készültek. Ez azt jelenti, hogy a 19. év nem III. Takelot uralkodási éve, hanem valószínűleg Taharkáé.

## A Berlin 3048 papirusz
Frederic Payraudeau megjegyezte, hogy III. Takelot valószínűleg legalább 14 évig uralkodott, és valószínűleg ő az a fáraó, akinek 19. uralkodási évét feljegyezték a Vádi Gaszuszban. Ezt a Berlin 3048 papiruszra alapozta, amely az egész líbiai korszak egyetlen fennmaradt közigazgatási dokumentuma. Ez a dokumentum, amely egyértelműeb egy bizonyos Takelot SZiésze Meriamon (azaz vagy II., vagy III. Takelot) 14. évében íródott, egy házassági szerződést rögzít, melynek tanúja volt Hór vezír, valamint Bakenamon és Dzsedmontuiuefanh kincstárnokok. A papiruszt korábban II. Takelot idejében keletkezettként azonosították, mivel az ő legmagasabb uralkodási éve a 25., III. Takelotnak pedig a hetedik év utánról nem maradtak fenn egyértelműen neki tulajdonítható említések. Payraudeau azonban három bizonyítékot hozott fel, melyek együttesen alátámaszthatják, hogy III. Takelotról van szó.
Egyrészt a papirusz két királyi kincstárnokot említ. Az, hogy egyszerre két kincstárnok szolgált egy fáraó alatt, ellentétes a II. Oszorkon uralkodása és III. Oszorkon uralkodásának első évei közti idpszakban megszokottal, ekkor ugyanis egyetlen befolyásos családnak mindig egyetlen tagja töltötte be ezt a hivatalt – annak a Dzsedhonszuiufanhnak a leszármazottai, aki I. Takelot idején Ámon negyedik prófétájaként szolgált, név szerint Nahtefmut (Dzsedhonszuiufanh fia, aki II. Oszorkon alatt lett kincstárnok), Harsziésze (Nahtefmut fia, aki valószínűleg II. Takelot alatt követte apját) és Dzsedhonszuiufanh (Harsziésze fia, aki II. Takelot uralkodásának végétől III. Oszorkon első éveiig volt kincstárnok). Mivel II. Takelot uralkodása körül ugyanannak a családnak három tagja töltötte be ezt a hivatalt, kicsi az esélye, hogy az ehhez a családhoz nem kötődő Dzsedmontuiufanh kincstárnok lehetett volna II. Takelot 14. éve körül. Így Dzsedmontuiufanh uralkodója nem II., hanem III. Takelot lehetett, az ő kincstárnokát ugyanis korábban nem sikerült azonosítani.
Másrészt az a Hór nevű vezír, akit a Berlin 3048 papirusz említ, ugyanaz a személy lehet, akit számos, a núbiai és a szaiszi korra datált genealógiai dokumentum Nebneteru vezír apjaként említ. Ez is sokkal valószínűbbé teszi, hogy a papirusz III. Takelot korában keletkezett, mivel Hórt így közvetlenül a núbiai dinasztia kora elé helyezhetjük, ami megmagyarázza, fiát miért említik núbiai és szaiszi kori dokumentumok. II. Takelot ezzel szemben jóval azelőtt halt meg, hogy a núbiai Piye meghódította Egyiptomot.
Harmadrészt pedig a papirusz hátoldalán Dzsedmontuiufanh kincstárnok, II. Aafenmut fiának genealógiáa szerepel: Harsziésze -> Bakenhonszu -> Harsziésze -> I. Aafenmut -> Merhonszu -> Harsziésze -> (név elveszett) -> Harsziésze -> II. Aafenmut -> Dzsedmontuiufanh -> Harsziésze. Egy bizonyos Aafenmutot, a főkincstárnok írnokát I. Oszorkon idején temették el, mert a múmián lévő karpereceken ennek a királynak az uralkodói neve áll.

## Családja és utódlása
Takelot felesége Irtiubaszt volt, akit fiuk, Oszorkon koporsóján király lányának neveznek. Egy másik Irtiubaszt hercegnő Takelot lánya lehetett. Takelotnak három fia is ismert: Oszorkon főpap, Ihteszamon herceg (aki unokája, Anhefenmut sztéléjéről ismert, mely ma a croydoni Központi Könyvtárban található) és Dzsedptahefanh, Ámon második prófétája, akit egy szobor (Tübingen, 1734) és dédunokája, Nahtbaszteru sztéléje (CG 41006) említ; végül mégis öccse, Rudamon követte a trónon, ami arra utal, Takelot idős emberként hunyt el és minden fiát túlélte.

## Név, titulatúra
A fáraók titulatúrájának magyarázatát és történetét lásd az Ötelemű titulatúra szócikkben.
| G5 |

| G5 |

| M14 | N19 |

| M14 | N19 |

| M14 | N19 |

| M14 | N19 |

| G5 |

| G5 |

| M14 | N19 |

| M14 | N19 |

| M14 | N19 |

| M14 | N19 |

| G16 |

| G16 |

| M14 | N19 |

| M14 | N19 |

| G16 |

| G16 |

| M14 | N19 |

| M14 | N19 |

| G8 |

| G8 |

| M14 | N19 |

| M14 | N19 |

| G8 |

| G8 |

| M14 | N19 |

| M14 | N19 |

| M23 | L2 |

| M23 | L2 |

| N5 | F12 | C10 | i | mn · n | U21 · n |

| N5 | F12 | C10 | i | mn · n | U21 · n |

| N5 | F12 | C10 | i | mn · n | U21 · n |

| N5 | F12 | C10 | i | mn · n | U21 · n |

| N5 | F12 | C10 | i | mn · n | U21 · n |

| N5 | F12 | C10 | i | mn · n | U21 · n |

| N5 | F12 | C10 | i | mn · n | U21 · n |

| N5 | F12 | C10 | i | mn · n | U21 · n |

| M23 | L2 |

| M23 | L2 |

| N5 | F12 | C10 | i | mn · n | U21 · n |

| N5 | F12 | C10 | i | mn · n | U21 · n |

| N5 | F12 | C10 | i | mn · n | U21 · n |

| N5 | F12 | C10 | i | mn · n | U21 · n |

| N5 | F12 | C10 | i | mn · n | U21 · n |

| N5 | F12 | C10 | i | mn · n | U21 · n |

| N5 | F12 | C10 | i | mn · n | U21 · n |

| N5 | F12 | C10 | i | mn · n | U21 · n |

| G39 | N5 | \| \| |
|     |    |       |

|  |

| G39 | N5 | \| \| |
|     |    |       |

|  |

| M17 | Y5 · N35 · U7 | Q1 | H8 | V13 · V31 · D21 | U33 |

| M17 | Y5 · N35 · U7 | Q1 | H8 | V13 · V31 · D21 | U33 |

| M17 | Y5 · N35 · U7 | Q1 | H8 | V13 · V31 · D21 | U33 |

| M17 | Y5 · N35 · U7 | Q1 | H8 | V13 · V31 · D21 | U33 |

| M17 | Y5 · N35 · U7 | Q1 | H8 | V13 · V31 · D21 | U33 |

| M17 | Y5 · N35 · U7 | Q1 | H8 | V13 · V31 · D21 | U33 |

| M17 | Y5 · N35 · U7 | Q1 | H8 | V13 · V31 · D21 | U33 |

| M17 | Y5 · N35 · U7 | Q1 | H8 | V13 · V31 · D21 | U33 |

| G39 | N5 | \| \| |
|     |    |       |

|  |

| G39 | N5 | \| \| |
|     |    |       |

|  |

| M17 | Y5 · N35 · U7 | Q1 | H8 | V13 · V31 · D21 | U33 |

| M17 | Y5 · N35 · U7 | Q1 | H8 | V13 · V31 · D21 | U33 |

| M17 | Y5 · N35 · U7 | Q1 | H8 | V13 · V31 · D21 | U33 |

| M17 | Y5 · N35 · U7 | Q1 | H8 | V13 · V31 · D21 | U33 |

| M17 | Y5 · N35 · U7 | Q1 | H8 | V13 · V31 · D21 | U33 |

| M17 | Y5 · N35 · U7 | Q1 | H8 | V13 · V31 · D21 | U33 |

| M17 | Y5 · N35 · U7 | Q1 | H8 | V13 · V31 · D21 | U33 |

| M17 | Y5 · N35 · U7 | Q1 | H8 | V13 · V31 · D21 | U33 |